# Adoua (volcan)
Pour les articles homonymes, voir Adoua (homonymie).
L'Adoua, aussi appelé Adwa, Aabida, Abida, Amoissa, Ayyalu ou Dabita, est un volcan d'Éthiopie situé dans le sud de la région Afar, à l'est de l'Ayelu, un autre volcan.

## Géographie
Il s'agit d'un stratovolcan culminant à 1 733 mètres d'altitude et couronné par une caldeira elliptique de cinq kilomètres de longueur pour quatre de largeur. À l'intérieur de cette caldeira s'élèvent des cônes pyroclastiques ainsi qu'un dôme de lave trachytique partiellement recoupé par une autre caldeira de 2,5 kilomètres de diamètre. Sur les flancs de la montagne s'étendent de longues coulées de lave basaltique qui atteignent la plaine sédimentaire que le volcan domine.

## Histoire
De grandes éruptions d'ignimbrites ont formé la caldeira sommitale mais la dernière éruption de l'Adoua s'est produite à une date inconnue. Des cônes pyroclastiques et des dômes de lave satellites seraient âgés de seulement quelques centaines d'années et l'activité actuelle est représentée par des fumerolles à l'intérieur de la caldeira.